# Monts Teshio
Les monts Teshio (天塩山地, Teshio-sanchi) sont une chaîne de montagnes de l'île de Hokkaidō au Japon. Le mont Pisshiri et le mont Santō comptent parmi leurs principaux sommets.
À l'est des monts Teshio se trouvent les monts Kitami.